# 1837 Osita
1837 Osita (1971 QZ1) là một tiểu hành tinh vành đai chính được phát hiện ngày 16 tháng 8 năm 1971 bởi J. Gibson ở El Leoncito.